# 敦賀栄
敦賀 栄（つるが　さかえ）は北海道出身の元スキージャンプ選手。1970年代から1980年代前半にかけて活躍した。
札幌市立琴似中学校－札幌商業高等学校－北海道拓殖銀行
1977/1978シーズンのスキージャンプ週間では初戦のオーベルストドルフで9位となり総合36位、翌1978/1979シーズンは総合32位となった。
スキージャンプ・ワールドカップでは1980年に札幌で4位（自己最高位）と6位になっている。
1978年ノルディックスキー世界選手権に出場、70ｍ級19位、90ｍ級45位だった。

## 日本国内での主な競技成績
- 1969.12.14(日) 第7回羊蹄シャンツェ全道ジャンプ大会 中学生の部優勝
- 1972.12.24(日) 第9回倶知安町長杯全道ジャンプ大会 少年の部優勝
- 1973.01.28(日) 第28回全道スキー選手権大会 少年の部優勝
- 1973.02.14(水) 第51回全日本スキー選手権大会(70ｍ級)兼第44回宮様スキー大会国際競技会(70ｍ級) 少年の部優勝
- 1973.02.15(木) 第51回全日本スキー選手権大会(90ｍ級)兼第44回宮様スキー大会国際競技会(90ｍ級) 少年の部優勝
- 1973.02.21(水) 第28回国民体育大会冬季大会 少年の部優勝
- 1973.03.25(日) 第3回名寄ピヤシリジャンプ大会 少年の部優勝
- 1976.01.25(日) 第31回北海道スキー選手権大会 成年の部優勝
- 1976.02.17(火) 第31回名寄ピヤシリジャンプ大会 成年一部優勝
- 1977.03.13(日) 第12回雪印杯全日本ジャンプ旭川大会 成年の部優勝
- 1978.03.25(土) 第2回伊藤杯 宮の森ナイタージャンプ大会 優勝
- 1978.03.30(木) 第6回野沢温泉ジャンプ大会 成年の部優勝
- 1979.01.21(日) 第20回NHK杯ジャンプ大会 成年の部優勝
- 1979.03.23(金) 第1回クナイスル杯宮の森ナイタージャンプ大会 成年の部優勝
- 1979.03.24(土) 第3回伊藤杯 宮の森ナイタージャンプ大会 優勝
- 1980.01.27(日) 第35回北海道スキー選手権大会 成年の部優勝
- 1980.02.11(月) 第21回NHK杯ジャンプ大会 成年の部優勝
- 1980.02.21(木) 第30回秩父宮賜杯スキー大会 成年の部優勝
- 1980.02.22(金) 第58回全日本スキー選手権大会(70ｍ級) 成年の部優勝
- 1981.02.24(火) 第36回国民体育大会冬季大会 成年一部優勝
- 1981.03.04(水) 第31回秩父宮賜杯スキー大会 成年の部優勝
- 1981.03.15(日) 第16回雪印杯全日本ジャンプ旭川大会 成年の部優勝
- 1981.03.21(土) 第16回倶知安町長杯全道ジャンプ大会 成年の部優勝
- 1982.02.21(日) 第37回国民体育大会冬季大会 成年二部優勝